# 2. Bundesliga
La 2. Bundesliga és la segona categoria de la Lliga de futbol d'Alemanya. Està per sota de la màxima categoria professional, la 1. Bundesliga, i per sobre la 3. Liga.

## Equips participants de la temporada 2025-2026
| Equip                  | Ciutat         | Estadi                   | Capacitat |
| ---------------------- | -------------- | ------------------------ | --------- |
| Arminia Bielefeld      | Bielefeld      | Schüco Arena             | 28.008    |
| VfL Bochum             | Bochum         | Vonovia Ruhrstadion      | 31.328    |
| SV Darmstadt 98        | Darmstadt      | Stadion am Böllenfalltor | 16.500    |
| Dynamo Dresden         | Dresden        | Rudolf-Harbig-Stadion    | 32.066    |
| Eintracht Braunschweig | Braunschweig   | Eintracht-Stadion        | 24.406    |
| SV Elversberg          | Saarbrücken    | Ursapharm-Arena          | 10.000    |
| Fortuna Düsseldorf     | Düsseldorf     | ESPRIT Arena             | 54.500    |
| Greuther Fürth         | Fürth          | Sportpark Ronhof         | 15.500    |
| Hannover 96            | Hannover       | AWD-Arena                | 49.000    |
| Hertha Berlin          | Berlin         | Berliner Olympiastadion  | 74.649    |
| Holstein Kiel          | Kiel           | Holstein-Stadion         | 15.034    |
| 1. FC Kaiserslautern   | Kaiserslautern | Fritz-Walter-Stadion     | 49.850    |
| Karlsruher SC          | Karlsruhe      | Wildparkstadion          | 32.306    |
| 1. FC Magdeburg        | Magdeburg      | MDCC-Arena               | 30.098    |
| 1. F. C. Núremberg     | Nuremberg      | Max-Morlock-Stadion      | 50.000    |
| SC Paderborn 07        | Paderborn      | Benteler-Arena           | 15.306    |
| Preußen Munster        | Munster        | Preußenstadion           | 12.754    |
| Schalke 04             | Gelsenkirchen  | Veltins-Arena            | 60.000    |

## Sistema de competició
Actualment participen en la 2. Bundesliga 18 clubs que, seguint un calendari establert per sorteig, s'enfronten entre si en dos partits, un en terreny propi i altre en camp contrari. El guanyador de cada partit té tres punts, l'empat atorga un punt i la derrota, zero punts.
El torneig es disputa entre els mesos d'agost i maig del següent any. Al final de la temporada, els tres primers classificats ascendeixen a la 1. Bundesliga, i els quatre últims són descendits a la 3. Liga.

## Història
La segona divisió de la Bundesliga va ser creada el 1974, inicialment amb la participació de 20 clubs dividits en dos grups, Nord i Sud. El 1981 es van unir en un únic grup format per 20 equips.
A partir de la temporada 1991/92, després de la reunificació d'Alemanya, els clubs de la desapareguda RDA van començar a participar en el campionat. Això va obligar a ampliar a categoria a 24 participants, que novament es van dividir en dos grups de 12 equips. La següent temporada, la 92/93, es van tornar a unificar els dos grups en un únic de 24 equips. Després de diverses reduccions, des de la temporada 1994/95 participen 18 clubs en la 2. Bundesliga.
Durant la temporada 2004/05 la 2. Bundesliga es va veure esquitxada per un escàndol de compra de partits en els quals es va veure implicat l'àrbitre Robert Hoyzer. Com a conseqüència, el partit entre el LR Ahlen i el SV Wacker Burghausen va haver de ser repetit.

## Historial

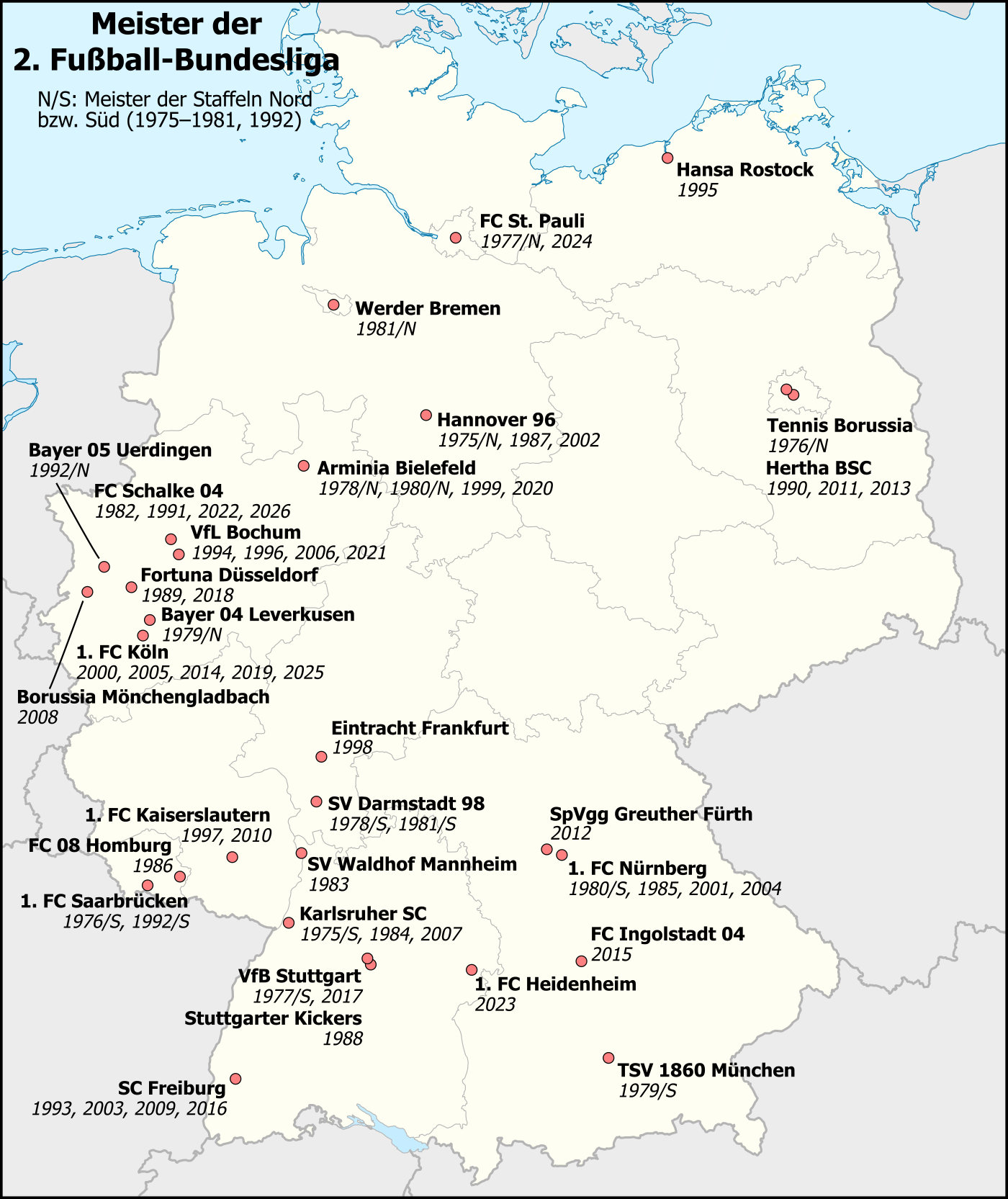
Els Meister (campions) de la 2. Bundesliga

| Temporada | Campió (Ascens a la 1. Bundesliga)                              | Altres equips ascendits                 |
| --------- | --------------------------------------------------------------- | --------------------------------------- |
| 1974-75   | Hannover 96 (Grup Nord) Karlsruher SC (Grup Sud)                | Bayer 05 Uerdingen                      |
| 1975-76   | Tennis Borussia Berlin (Grup Nord) 1. FC Saarbrücken (Grup Sud) | Borussia Dortmund                       |
| 1976-77   | FC St. Pauli (Grup Nord) VfB Stuttgart (Grup Sud)               | TSV 1860 München                        |
| 1977-78   | Arminia Bielefeld (Grup Nord) SV Darmstadt 98 (Grup Sud)        | 1. FC Nürnberg                          |
| 1978-79   | Bayer Leverkusen (Grup Nord) TSV 1860 München (Grup Sud)        | Bayer 05 Uerdingen                      |
| 1979-80   | Arminia Bielefeld (Grup Nord) 1. FC Nürnberg (Grup Sud)         | Karlsruher SC                           |
| 1980-81   | Werder Bremen (Grup Nord) SV Darmstadt 98 (Grup Sud)            | Eintracht Braunschweig                  |
| 1981-82   | FC Schalke 04                                                   | Hertha BSC Berlin                       |
| 1982-83   | SV Waldhof Mannheim                                             | Kickers Offenbach, Bayer 05 Uerdingen   |
| 1983-84   | Karlsruher SC                                                   | FC Schalke 04                           |
| 1984-85   | 1. FC Nürnberg                                                  | Hannover 96, 1. FC Saarbrücken          |
| 1985-86   | FC Homburg                                                      | Blau-Weiß 90 Berlin                     |
| 1986-87   | Hannover 96                                                     | Karlsruher SC                           |
| 1987-88   | Stuttgarter Kickers                                             | FC St. Pauli                            |
| 1988-89   | Fortuna Düsseldorf                                              | FC Homburg                              |
| 1989-90   | Hertha BSC Berlin                                               | SG Wattenscheid 09                      |
| 1990-91   | FC Schalke 04                                                   | MSV Duisburg, Stuttgarter Kickers       |
| 1991-92   | Bayer 05 Uerdingen (Grup Nord) 1. FC Saarbrücken (Grup Sud)     | Cap (només pugen els campions)          |
| 1992-93   | SC Freiburg                                                     | MSV Duisburg, VfB Leipzig               |
| 1993-94   | VfL Bochum                                                      | Bayer 05 Uerdingen, 1860 München        |
| 1994-95   | Hansa Rostock                                                   | FC St. Pauli, Fortuna Düsseldorf        |
| 1995-96   | VfL Bochum                                                      | Arminia Bielefeld, MSV Duisburg         |
| 1996-97   | 1. FC Kaiserslautern                                            | VfL Wolfsburg, Hertha BSC Berlin        |
| 1997-98   | Eintracht Frankfurt                                             | SC Freiburg, 1. FC Nürnberg             |
| 1998-99   | Arminia Bielefeld                                               | SpVgg Unterhaching, SSV Ulm 1846        |
| 1999-00   | 1. FC Köln                                                      | VfL Bochum, Energie Cottbus             |
| 2000-01   | 1. FC Nürnberg                                                  | Borussia Mönchengladbach, FC St. Pauli  |
| 2001-02   | Hannover 96                                                     | Arminia Bielefeld, VfL Bochum           |
| 2002-03   | SC Freiburg                                                     | 1. FC Köln, Eintracht Frankfurt         |
| 2003-04   | 1. FC Nürnberg                                                  | Arminia Bielefeld, 1. FSV Mainz 05      |
| 2004-05   | 1. FC Köln                                                      | MSV Duisburg, Eintracht Frankfurt       |
| 2005-06   | VfL Bochum                                                      | Alemannia Aachen, Energie Cottbus       |
| 2006-07   | Karlsruher SC                                                   | Hansa Rostock, MSV Duisburg             |
| 2007-08   | Borussia Mönchengladbach                                        | TSG 1899 Hoffenheim, 1. FC Köln         |
| 2008-09   | SC Freiburg                                                     | 1. FSV Mainz 05, 1. FC Nürnberg         |
| 2009-10   | 1. FC Kaiserslautern                                            | FC St. Pauli                            |
| 2010-11   | Hertha BSC Berlin                                               | FC Augsburg                             |
| 2011-12   | SpVgg Greuther Fürth                                            | Eintracht Frankfurt, Fortuna Düsseldorf |
| 2012-13   | Hertha BSC Berlin                                               | Eintracht Braunschweig                  |
| 2013-14   | 1. FC Köln                                                      | SC Padeborn 07                          |
| 2014-15   | FC Ingolstadt 04                                                | SV Darmstadt 1898                       |
| 2015-16   | SC Freiburg                                                     | RB Leipzig                              |
| 2016-17   | VfB Stuttgart                                                   | Hannover 96                             |
| 2017-18   | Fortuna Düsseldorf                                              | 1. FC Nürnberg VfL                      |
| 2018-19   | 1. FC Köln                                                      | SC Paderborn 07, 1. FC Union Berlin     |
| 2019-20   | Arminia Bielefeld                                               | VfB Stuttgart                           |
| 2020-21   | VfL Bochum                                                      | Greuther Fürth                          |
| 2021-22   | Schalke 04                                                      | SV Werder Bremen                        |
| 2022-23   | 1. FC Heidenheim                                                | SV Darmstadt                            |
| 2023-24   | St. Pauli                                                       | Holstein Kiel                           |